# Музей леса имени А. Р. Варгаса де Бедемара
Музей леса имени А. Р. Варгаса де Бедемара —  музей в Москве, структурное подразделение ФГБОУ ВО Российский государственный аграрный университет - МСХА имени К. А. Тимирязева. Собрание музея включает уникальную коллекцию древесных книг профессора М. К. Турского, коллекцию семян древесно-кустарниковых растений Приморского лесного общества (начало XX века), уникальную коллекцию семян древесных растений XIX века из Парижа.

## История
В 1862 году подполковник корпуса лесничих А. Р. Варгас де Бедемар приступил к обустройству лесов Петровской лесной дачи. Материалы, собранные А. Р. Варгасом де Бедемаром, в дальнейшем послужили основой для создания в октябре 1866 года учебно-методического лесного кабинета при кафедре лесоводства. В 1884 году профессором кафедры лесоводства Петровской земледельческой и лесной академии М. К. Турским был организован "Лесной кабинет" в основу которого легли коллекции из методического кабинета.
На протяжении конца  XIX - начала XX века в пополнении коллекций "Лесного кабинета" активное участие принимали такие выдающиеся лесоводы, как М. К. Турский, В. Т. Собичевский, Н. С. Нестеров. 1 марта 2015 года при неоценимой поддержке академика РАН Н. Н. Дубенка на базе "Лесного кабинета" и Музея Лесной опытной дачи Московской сельскохозяйственной академии имени К. А. Тимирязева был создан Музей леса имени А. Р. Варгаса де Бедемара.

## Коллекции музея

### Древесные книги
Коллекция древесных книг была создана в период с 1880 по 1899 годы профессором Петровской земледельческой и лесной академии Митрофаном Кузьмичем Турским. Древесные книги представляют собой продольно-поперечные спилы стволов древесных растений, оформленных в виде книг. В коллекции имеются древесные книги как распространенных в европейской части России пород, так и уникальных с Дальнего Востока.

### Коллекция семян Приморского лесного общества
После ликвидации в 1922 году Приморского лесного общества во Владивостоке владельцем коллекции семян дальневосточных древесных пород стал "Лесной кабинет" Тимирязевской сельскохозяйственной академии.

### Французская коллекция семян
Французская коллекция семян создана в 1860-1870 годы в Париже. Местом создания коллекции является широко известная в то время среди французских садоводов набережная Мэжисе. Создание в 1891 году франко-русского союза способствовало научному и культурному обмену между двумя странами. В результате чего в начале XX века обладателем уникальной коллекции семян древесных растений, используемых в озеленении, и плодовых культур стал "Лесной кабинет" Петровской земледельческой академии.